# 사라 아들러

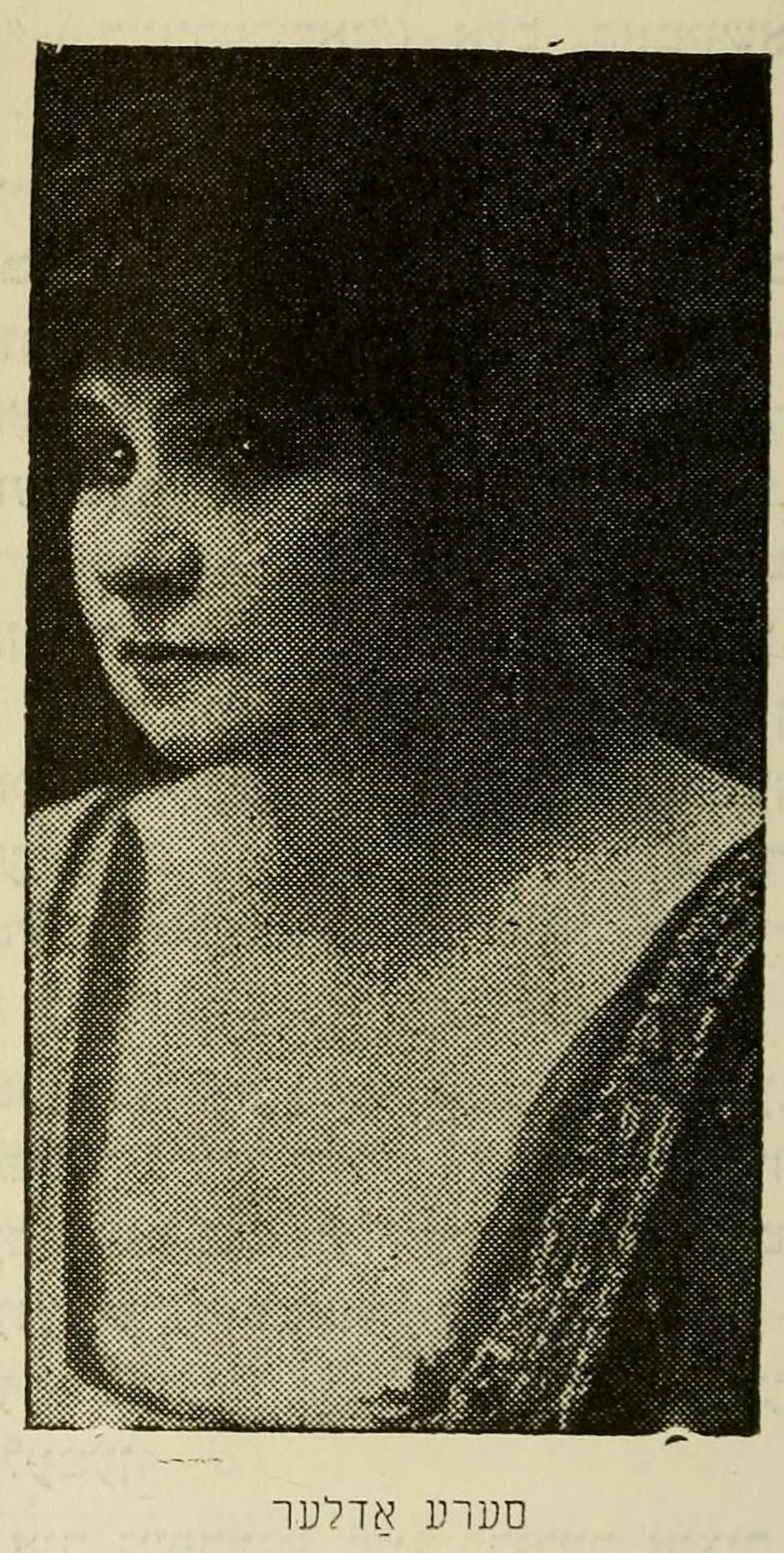

사라 아들러(Sara Adler, 1858년 5월 26일 ~ 1953년 4월 28일)는 러시아 제국의 연극 배우, 배우, 영화배우이다.
오데사에서 태어났으며 뉴욕에서 사망하였다.

## 영화
- 칠리 (2014년)